# Буковинський курінь УПА

Курінний Назар Данилюк-«Перебийніс»

Буковинський курінь — курінь УПА, що входив до складу ТВ-20 «Чернівці» ВО-4 «Говерля» УПА-Захід. Курінні: Олекса Додяк-«Крига», Назар Данилюк-«Перебийніс».

## Історія
Курінь утворено восени 1944 року Олексою Додяком-«Кригою», і налічувала близько 200 вояків, та складалася з п'яти чот, дві чоти були з колишніх вояків БУСА Шумка-«Лугового». Політвиховником Буковинського куреня став поручник Костянтин Павлюк-«Вихор».
- 1-а чота — чотар Микола Труфан-«Наливайко» (17.07.1945 прийшов з повинною у НКВС, погодився на співпрацю з ворогом під позивним «Огонь», брав активну участь у знищенні підпільного руху на Буковині). Налічувала до 30 стрільців. Озброєння: 3 легкі кулемети, 3-4 автоматичні карабіни, один 55 мм міномет та гвинтівки. Чота базувалася у селі Бісків;
- 2-а чота — чотар Василь Монах-«Береза». Налічувала до 40 стрільців. Озброєння: 2 легкі кулемети, міномет, 3-4 автоматичні карабіни та ґвинтівки. Чота розташовувалася на горі Вільчина та в селі Киселиці;
- 3-я чота — чотар «Сокіл», згодом «Хміль». Налічувала до 40 стрільців. Озброєння: 2 легкі кулемети, 2-3 автоматичні карабіни та ґвинтівки. Чота, з нею знаходився сотенний «Крига», базувалася в горах. Пізніше перебазувалася у села Голошина, Самакова, Киселиці, а згодом у село Бісків;
- 4-а чота — чотар Онуфрій Том'юк-«Шугай». Озброєння: 55 мм міномет, 2 легкі кулемети, 2-3 автоматичні карабіни та ґвинтівки. Чота базувалася в горах;
- 4-а чота — чотар «Чумак». Чота базувалася в горах.

У листопаді 1944 року Коломийський окружний провід ОУН відрядив Назара Данилюк-«Перебийноса» та Романа Дубика-«Боєвір» на Буковину. З ними прибули вишкільники, які провели вишкіл вояків. Після реорганізації Буковинський курінь очолив Назар Данилюк-«Перебийніс». Курінь складався з 4 сотень УПА:
- 1-а сотня ім. Дмитра Вітовського — сотенний Олекса Додяк-«Крига». Налічувала 150 стрільців. Озброєння: 5 легких кулеметів, 7 автоматичних карабінів, 8 СВТ та гвинтівки;
- 2-а сотня — сотенний Онуфрій Москалюк-«Яструб». Налічувала 130 стрільців з місцевих боївок. Озброєння: 2 станкові кулемети, 2 легкі кулемети, 7 автоматичних карабінів ППШ та гвинтівки);
- 3-я сотня — сотенний Роман Дубик-«Боєвір». Налічувала близько 40 стрільців, одну чоту;
- 4-а сотня — сотенний Олекса Рижко-«Борисенко». Налічувала близько 40 стрільців, одну чоту. Озброєння: 3 легкі кулемети, 1 ротний міномет, 5 автоматичних карабінів ППШ, 5 СВТ та гвинтівки).

У грудні 1944 року було створено підстаршинську школу, для підготовки кадрів, яку очолював курінний «Перебийніс», заступником був сотенний Москалюк-«Яструб». Школа діяла упродовж півтора місяця у селі Конятин, і у ній пройшли вишкіл близько 60 вояків.
Буковинський курінь діяв переважно у Вижницькому, Путильському, Сторожинецькому та Кіцманському районах проти радянських та німецьких частин і партизанів.
20 листопада 1944 року дві сотні Буковинського куреня пішли у рейд від Карпат до Дністра. У той час на Прикарпатті шаленів тиф. У грудні в Буковинському курені з'явилися перші хворі на тиф, і через відсутність медичного забезпечення він набрав згубних масштабів. У середині січня в сотнях куреня 70–80 % вояків були хворі на тиф.
Навесні 1945 року курінь був розформований через значні втрати особового складу. Залишки куреня перейшли у підпорядкування проводу Буковинської округи Карпатського краю ОУНР на чолі з провідником Василем Савчаком-«Сталь».